# Diskografie Edguy
Diskografie Edguy uvádí seznam doposud vydaných alb německé hardrockové hudební skupiny Edguy založené v roce 1992 ve městě Fulda. Ta zatím vydala deset studiových, dvě koncertní, tři kompilační alba a tři video alba. Zároveň má na kontě také dva extended playe.

## Studiová alba
| Rok  | Název a podrobnosti                                                                          |
| ---- | -------------------------------------------------------------------------------------------- |
| 1997 | Kingdom of Madness - Vydáno: 8. února 1997 - Vydavatelství: AFM Records                      |
| 1998 | Vain Glory Opera - Vydáno: 15. ledna 1998 - Vydavatelství: AFM Records                       |
| 1999 | Theater of Salvation - Vydáno: 1. února 1999 - Vydavatelství: AFM Records                    |
| 2000 | The Savage Poetry - Vydáno: 25. června 2000 - Vydavatelství: AFM Records                     |
| 2001 | Mandrake - Vydáno: 24. září 2001 - Vydavatelství: AFM Records                                |
| 2004 | Hellfire Club - Vydáno: 15. března 2004 - Vydavatelství: Nuclear Blast                       |
| 2006 | Rocket Ride - Vydáno: 20. ledna 2006 - Vydavatelství: Nuclear Blast                          |
| 2008 | Tinnitus Sanctus - Vydáno: 14. listopadu 2008 - Vydavatelství: Nuclear Blast                 |
| 2011 | Age of the Joker - Vydáno: 26. srpna 2011 - Vydavatelství: Nuclear Blast                     |
| 2014 | Space Police: Defenders of the Crown - Vydáno: 18. dubna 2014 - Vydavatelství: Nuclear Blast |

## Koncertní alba
| Rok  | Název a podrobnosti                                                             |
| ---- | ------------------------------------------------------------------------------- |
| 2003 | Burning Down the Opera - Vydáno: 2. června 2003 - Vydavatelství: AFM Records    |
| 2009 | Fucking with F***: Live - Vydáno: 2. května 2009 - Vydavatelství: Nuclear Blast |

## Kompilační alba
| Rok  | Název a podrobnosti                                                     | Poznámky               |
| ---- | ----------------------------------------------------------------------- | ---------------------- |
| 2004 | Hall of Flames - Vydáno: 6. prosince 2004 - Vydavatelství: AFM Records  |                        |
| 2008 | The Singles - Vydáno: 14. listopadu 2008 - Vydavatelství: Nuclear Blast | Obsahuje singly kapely |
| 2017 | Monuments - Vydáno: 14. července 2017 - Vydavatelství: Nuclear Blast    | 2 CD + DVD             |

## Extended Play
| Rok  | Název a podrobnosti                                                   |
| ---- | --------------------------------------------------------------------- |
| 2004 | King of Fools - Vydáno: 10. února 2004 - Vydavatelství: Nuclear Blast |
| 2005 | Superheroes - Vydáno: 18. října 2005 - Vydavatelství: Nuclear Blast   |

## Video alba
| Rok  | Název a podrobnosti                                                             |
| ---- | ------------------------------------------------------------------------------- |
| 2005 | Superheroes (DVD) - Vydáno: 5. září 2005 - Vydavatelství: Nuclear Blast         |
| 2009 | Fucking with F***: Live - Vydáno: 2. května 2009 - Vydavatelství: Nuclear Blast |
| 2017 | Monuments - Vydáno: 14. července 2017 - Vydavatelství: Nuclear Blast            |